# Francesco Ferrante Gonzaga
Francesco Ferrante Gonzaga (9 gennaio 1697 – 18 febbraio 1749) è stato un nobile italiano, cosignore di Vescovato.

## Biografia
Era figlio del principe Carlo Giuseppe Gonzaga, dei Gonzaga di Vescovato e di Olimpia Soardi Agnelli.
Nel 1734, con assenso imperiale, divise con il cugino Francesco Gaetano la parte del feudo di Vescovato a loro spettante a seguito dell'estinzione del ramo della famiglia di Guido Sforza Gonzaga (1607).

## Discendenza
Francesco Ferrante sposò nel 1716 Giulia Isolani di Bologna ed ebbero sei figli:
- Carlo (1721-1727)
- Eleonora (1719-1737), sposò Nicola Ippoliti di Gazoldo
- Olimpia (1718-?), monaca nel convento delle Vergini di Gesù di Castiglione
- Nicola (Niccolò) (1731-1783), sposò Olimpia Scotti di Piacenza
- Aurelia (1727-?), monaca nel convento delle Vergini di Gesù di Castiglione
- Francesca (1722-?), monaca terziaria francescana

## Ascendenza
|                                         |   |                  | Genitori |  |  | Nonni |  |  | Bisnonni                     |  |  | Trisnonni                     |  |
|                                         |   |                  |          |  |  |       |  |  | Niccolò Gonzaga di Vescovato |  |  | Giordano Gonzaga di Vescovato |  |
|                                         |   |                  |          |  |  |       |  |  | Niccolò Gonzaga di Vescovato |  |  | Giordano Gonzaga di Vescovato |  |
|                                         |   | Camilla Ponzoni  |          |  |  |       |  |  | Niccolò Gonzaga di Vescovato |  |  |                               |  |
| Gian Giordano Gonzaga di Vescovato      |   |                  |          |  |  |       |  |  | Niccolò Gonzaga di Vescovato |  |  |                               |  |
|                                         |   | Aurelia Trissino | …        |  |  |       |  |  |                              |  |  |                               |  |
|                                         |   | Aurelia Trissino | …        |  |  |       |  |  |                              |  |  |                               |  |
|                                         |   | Aurelia Trissino | …        |  |  |       |  |  |                              |  |  |                               |  |
| Carlo Giuseppe Gonzaga di Vescovato     |   | Aurelia Trissino |          |  |  |       |  |  |                              |  |  |                               |  |
|                                         |   | …                | …        |  |  |       |  |  |                              |  |  |                               |  |
|                                         |   | …                | …        |  |  |       |  |  |                              |  |  |                               |  |
|                                         |   | …                | …        |  |  |       |  |  |                              |  |  |                               |  |
| Eleonora Manenti                        |   | …                |          |  |  |       |  |  |                              |  |  |                               |  |
|                                         |   | …                | …        |  |  |       |  |  |                              |  |  |                               |  |
|                                         |   | …                | …        |  |  |       |  |  |                              |  |  |                               |  |
|                                         |   | …                | …        |  |  |       |  |  |                              |  |  |                               |  |
| Francesco Ferrante Gonzaga di Vescovato |   | …                |          |  |  |       |  |  |                              |  |  |                               |  |
|                                         | … | …                |          |  |  |       |  |  |                              |  |  |                               |  |
|                                         | … | …                |          |  |  |       |  |  |                              |  |  |                               |  |
|                                         | … | …                |          |  |  |       |  |  |                              |  |  |                               |  |
| …                                       | … |                  |          |  |  |       |  |  |                              |  |  |                               |  |
|                                         |   | …                | …        |  |  |       |  |  |                              |  |  |                               |  |
|                                         |   | …                | …        |  |  |       |  |  |                              |  |  |                               |  |
|                                         |   | …                | …        |  |  |       |  |  |                              |  |  |                               |  |
| Olimpia Soardi Agnelli                  |   | …                |          |  |  |       |  |  |                              |  |  |                               |  |
|                                         |   | …                | …        |  |  |       |  |  |                              |  |  |                               |  |
|                                         |   | …                | …        |  |  |       |  |  |                              |  |  |                               |  |
|                                         |   | …                | …        |  |  |       |  |  |                              |  |  |                               |  |
| …                                       |   | …                |          |  |  |       |  |  |                              |  |  |                               |  |
|                                         |   | …                | …        |  |  |       |  |  |                              |  |  |                               |  |
|                                         |   | …                | …        |  |  |       |  |  |                              |  |  |                               |  |
|                                         |   | …                | …        |  |  |       |  |  |                              |  |  |                               |  |
|                                         |   | …                |          |  |  |       |  |  |                              |  |  |                               |  |